# Смержаха
Смержаха — деревня в Псковском районе Псковской области. Входит в состав Серёдкинской волости. 
Расположена в 55 километрах к северу от Пскова и в 2 км к северу от деревни Гверздонь.

## Население
| 2001 | 2002 | 2010 |
| ---- | ---- | ---- |
| 27   | ↗32  | ↘25  |

## История
До 1 января 2010 года деревня входила в состав ныне упразднённой Гверздонской волости.

## Топографические карты
- Лист карты O-35-XVII Новоселье. Масштаб: 1 : 200 000. Издание 1980 г.